# Ахер (Ирландия)

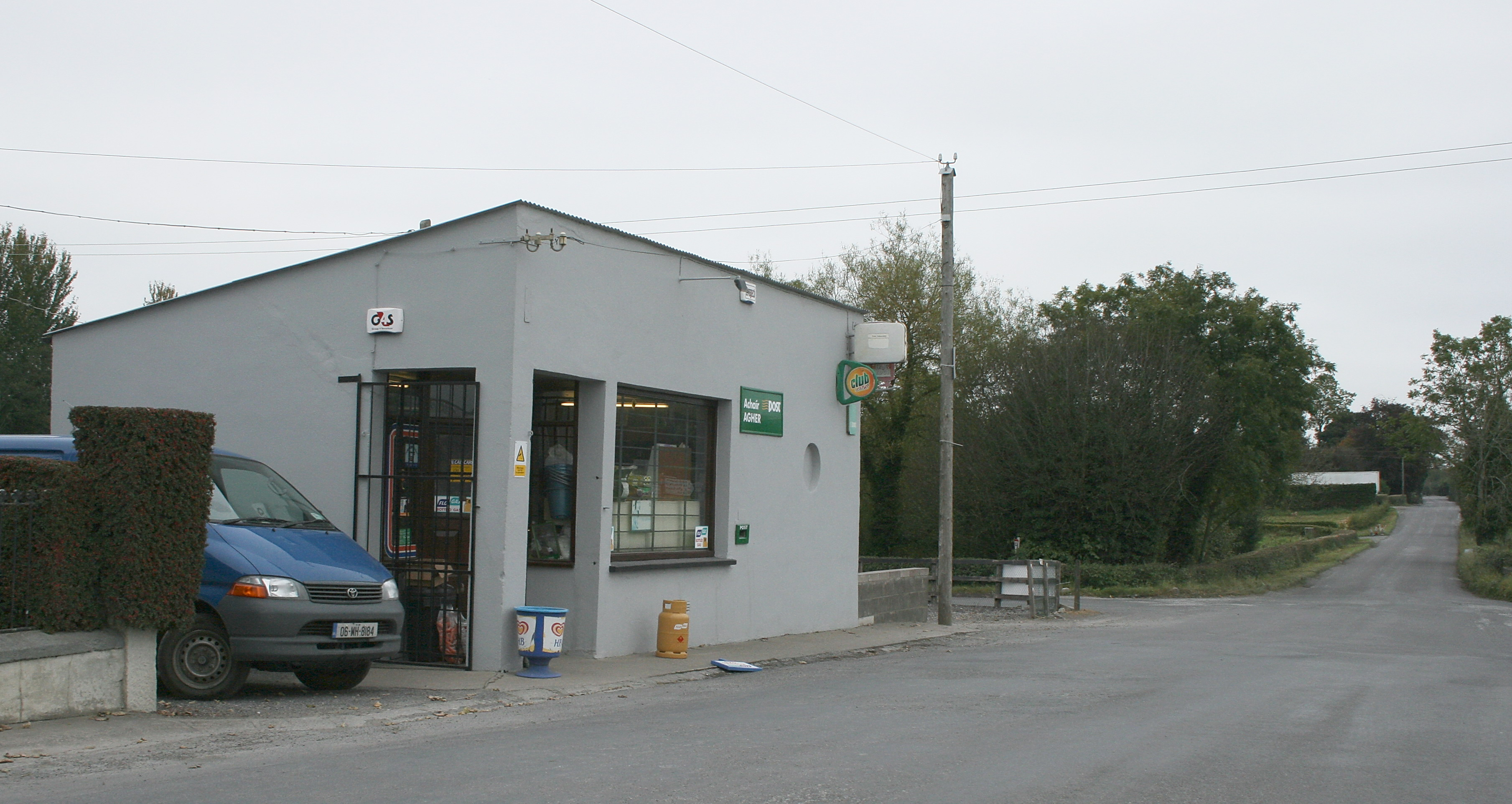

Ахер (англ. Agher; ирл. Achair) — деревня в Ирландии, находится в графстве Мит (провинция Ленстер). Поэт, публицист и священник Джонатан Свифт (1667—1745) был ректором церкви в поселении.